# Le Cochet
Le Cochet är en kulle i Schweiz. Den ligger i distriktet Jura-Nord vaudois och kantonen Vaud, i den västra delen av landet, 70 km väster om huvudstaden Bern. Toppen på Le Cochet är 1 484 meter över havet.